# Каська Сохацька
Каська Сохацька (пол. Kaśka Sochacka), уродж. Катажина Сохацька-Кашня (пол. Katarzyna Sochacka-Kasznia; нар. 15 квітня 1990, Прадла, Сілезьке воєводство) — польська співачка, авторка текстів до пісень і композиторка.

## Життєпис

### Раннє життя
Катажина Сохацька народилася 15 квітня 1990 року в селі Прадла, що в Сілезькому воєводстві. Виросла в музикальній родині: її батько грав на гітарі, а мати Гелена була керівницею ансамблю пісні і танцю «Земля Крочицька», в якому Катажина виступала разом із братами Лукашем і Рафалом і сестрою Малґожатою.
Вона відвідувала II загальноосвітню школу ім. Гелени Мальчевської в Заверці. Закінчила навчання в Економічному університеті в Кракові.

### Музична кар'єра

#### 2010-ті
У 2010 році взяла участь у третьому сезоні телевізійного талант-шоу «Я маю талант!», де пройшла до фіналу. У 2013 році презентувала дві свої авторські пісні «Czasu części pierwsze» та «Drzazga». Того ж року взяла участь у програмі «Przeszłość jest to dziś tylko cokolwiek dalej» (укр. Минуле — це сьогодні, тільки трохи далі) у Народному театрі в Кракові, на благодійному концерті на честь Даріуша Доманьського. Тоді вона заспівала пісню Марка Грехути. Виступила поруч із такими польськими артистами, як Збіґнєв Водецький, Анна Шалапак, Йоанна Словінська, Францішек Печка, Ян Новіцький, Барбара Крафтвонна, Марта Стебніцька. У 2014 році взяла участь у сьомому сезоні талант-шоу «Must Be the Music. Tylko muzyka», де дійшла до півфіналу. У 2017 році випустила пісню «Trochę tu pusto», яка два роки по тому була використана як анонс серіалу телеканалу Polsat «Завжди варто».
У листопаді 2019 року музичним лейблом Jazzboy Records було випущено її дебютний мініальбом під назвою «Wiśnia». Титульна пісня мала свою прем'єру в ефірі радіопрограми Петра Стельмаха на радіо Trójka, де 17 січня 2020 року посіла перше місце в 1981-му хіт-параді. Восени 2019 року Сохацька виконала цю пісню разом з Кортезом під час одного з його концертів.

#### 2020-ті
У 2021 році її записана роком раніше пісня «Jeszcze» була використана в титрах серіалу «TVN — Tajemnica zawodowa».
26 березня 2021 року Сохацька випустила дебютний студійний альбом під назвою «Ciche dni», який посів 28-те місце в річному підсумку продажів у Польщі. 26 листопада вийшов її другий мініальбом під назвою «Ministory». 15 листопада 2024 року вийшов її другий студійний альбом «Ta druga». 6 червня 2025 року був випущений третій мініальбом «Tylko haj» у співавторстві з Давидом Подсядлом під лейблом Sony Music Entertainment Poland.

## Дискографія

### Студійні альбоми
| Рік  | Назва       | Дата видання      | Лейбл           | Найвища позиція | Сертифікат                   | Продажі        |
| Рік  | Назва       | Дата видання      | Лейбл           | POL             | Сертифікат                   | Продажі        |
| ---- | ----------- | ----------------- | --------------- | --------------- | ---------------------------- | -------------- |
| 2021 | «Ciche dni» | 26 березня 2021   | Jazzboy Records | 5               | - POL: 3× платинові платівки | - POL: 90 000+ |
| 2024 | «Ta druga»  | 15 листопада 2024 | Jazzboy Records | 1               | - POL: платинова платівка    | - POL: 30 000+ |

### Мініальбоми
| Рік  | Назва                             | Дата видання      | Лейбл                           | Найвища позиція | Сертифікат                   | Продажі        |
| Рік  | Назва                             | Дата видання      | Лейбл                           | POL             | Сертифікат                   | Продажі        |
| ---- | --------------------------------- | ----------------- | ------------------------------- | --------------- | ---------------------------- | -------------- |
| 2019 | «Wiśnia»                          | 9 грудня 2019     | Jazzboy Records                 | –               |                              |                |
| 2021 | «Ministory»                       | 26 листопада 2021 | Jazzboy Records                 | 13              | - POL: 2× платинові платівки | - POL: 60 000+ |
| 2025 | «Tylko haj» (з Давидом Подсядлом) | 6 червня 2025     | Sony Music Entertainment Poland | 1               |                              |                |

### Сингли
- 2017: «Trochę tu pusto»
- 2019: «Zachody»
- 2020: «Wiśnia»
- 2020: «Jeszcze»
- 2020: «Śnie»
- 2021: «Ciche dni»
- 2021: «Boję się o Ciebie»[28]
- 2021: «Z soboty na niedzielę»
- 2021: «Niebo było różowe»[29]
- 2022: «Dla mnie to już koniec»[30]
- 2022: «Spaleni słońcem»
- 2023: «Madison»
- 2023: «Całkiem nowa bajka»
- 2024: «Szum»
- 2024: «Zdjęcia»
- 2024: «Komary»
- 2024: «Strona B»
- 2025: «Spokojnie»
- 2025: «Nadprzestrzenie» (з Давидом Подсядлом)
- 2025: «Samoloty» (з Давидом Подсядлом)
- 2025: «Wszystko»

## Нагороди та номінації
| Рік  | Конкурс        | Категорія                          | Результат | Примітки |
| ---- | -------------- | ---------------------------------- | --------- | -------- |
| 2022 | Fryderyki 2022 | Інді-поп альбом року («Ciche dni») | Перемога  | [ 31 ]   |
| 2022 | Fryderyki 2022 | Фонографічний дебют року           | Перемога  | [ 31 ]   |
| 2022 | Fryderyki 2022 | Композитор року                    | Номінація | [ 31 ]   |
| 2022 | Fryderyki 2022 | Артистка року                      | Номінація | [ 31 ]   |
| 2023 | Fryderyki 2023 | Нове виконання («Ostatnia prosta») | Перемога  | [ 32 ]   |
| 2023 | Fryderyki 2023 | Артистка року                      | Номінація | [ 32 ]   |
| 2024 | Fryderyki 2024 | Концертний запис                   | Номінація | [ 33 ]   |
| 2024 | Fryderyki 2024 | Артистка року                      | Номінація | [ 33 ]   |
| 2025 | Fryderyki 2025 | Попальбом року («Ta druga»)        | Перемога  | [ 34 ]   |
| 2025 | Fryderyki 2025 | Попсингл року («Szum»)             | Перемога  | [ 34 ]   |